# Халиков, Дамир Касымбекович
Дамир Касымбекович Халиков (каз. Дамир Қасымбекұлы Халықов; 31 августа 1958 — 31 января 2024) — представитель высшего командования Вооружённых сил Республики Казахстан, генерал-майор (2001), заместитель министра обороны Республики Казахстан.
Является старшим братом генерал-лейтенанта Вооружённых сил Казахстана – Амира Касымбековича Халикова.

## Биография
Родился 31 августа 1958 года в городе Кустанай
В 1975 году — окончил обучение в Свердловском суворовском военном училище.
1975—1979 — обучался в Челябинском высшем танковом командном училище.
По окончании училища проходил службу командиром танкового взвода в Белорусском военном округе.
С 1983 по 1985 год — проходил службу в должности командира танковой роты, начальника штаба танкового батальона и начальника разведки полка в 24-м гвардейском танковом полку 5-й гвардейской мотострелковой дивизии в Демократической Республике Афганистан.
1985—1988 — слушатель Военной академии бронетанковых войск.
1988—1991 — командир танкового батальона, начальник штаба полка в Группе советских войск в Германии.
1991—1992 — заместитель командира полка в Северо-Кавказском военном округе.
1992—1995 — заместитель командира, командир полка, заместитель командира дивизии Вооруженных Сил Республики Казахстан.
1995—1996 — Начальник отдела боевой подготовки 1-го армейского корпуса в Семипалатинске.
1996—1998 — Начальник департамента боевой подготовки Министерства обороны Республики Казахстан.
1998—1999 — Заместитель Министра обороны по тылу — Начальник департамента тыла Министерства обороны Республики Казахстан.
1997—2001 — заочно обучался на юридическом факультете Таразского государственного университета.
2000 — Заместитель командира 2-го армейского корпуса в Алматы.
7 мая 2001 года Халикову Дамиру присвоено воинское звание генерал-майор.
В 2001 году окончил с отличием и золотой медалью обучение в Военной академии Генерального штаба Вооружённых сил Российской Федерации.
2000—2003 — Заместитель командующего войсками Южного военного округа.
2003 — Заместитель главкома Сухопутными войсками Вооруженных Сил Республики Казахстан.
2004 — Генерал-инспектор Главной военной инспекции Министерства обороны Республики Казахстан.
2004 — Первый заместитель Главнокомандующего Сухопутными войсками Вооруженных Сил Республики Казахстан.
2005—2011 — Начальник Департамента по чрезвычайным ситуациям г. Алматы.
В 2006 годом заочно окончил Алматинскую гуманитарно-педагогическую академию.
2011—2014 — советник Министра по чрезвычайным ситуациям Республики Казахстан.
До последнего времени занимал должность заместителя начальника Национального университета обороны — начальник факультета «Академия Генерального штаба ВС».

## Семья
Супруга — Айгуль Айкпаевна.
Дочери — Гульмира и Эльмира.
Сын — Данияр

## Государственные награды
- Орден «Данк» 2-й степени (2007);
- Орден Красной Звезды;
- Орден Святого князя Александра Невского 4-й степени (2004, Российская Федерация);
- 8 медалей СССР и Республики Казахстан.